# Mucho Barato
Mucho Barato – pierwszy oficjalnie wydany w 1996 roku album grupy Control Machete.

## Lista utworów
1. Control Machete
2. ¿Comprendes Mendes?
3. Las Fabulosas I
4. Andamos Armados
5. Humanos Mexicanos
6. Cheve
7. Madrugada Encore
8. Así Son Mis Días
9. ¿Te Aprovechas del Límite?
10. Justo'n
11. La Copa de Dama
12. La Lupita
13. Grin-Gosano
14. Únete Pueblo
15. Las Fabulosas II
16. El Son Divo
17. Marioneta
18. Mexican Curious